# 윤재열
윤재열(1976년 12월 25일 ~ )은 대한민국의 축구 심판으로 현재 K리그1 심판 (부심)으로 활동 중이다. 2021년까지는 윤광열이라는 이름으로 활동하였으며 2021년 현재의 이름인 윤재열로 개명하였다.

## 수상 내역
- 대한축구협회 올해의 심판상 : 2016, 2019

## 참여 대회
- K리그1
- AFC 챔피언스리그
- 2019년 AFC 아시안컵
- 2019년 FIFA U-17 월드컵
- 2020년 AFC U-23 챔피언십